# Zephyranthes albiella
Zephyranthes albiella är en amaryllisväxtart som beskrevs av Hamilton Paul Traub. Zephyranthes albiella ingår i släktet Zephyranthes och familjen amaryllisväxter. Inga underarter finns listade i Catalogue of Life.